# Ninfa plebea
Ninfa plebea es una película italiana dirigida en 1996 por Lina Wertmüller
La película está basada en Ninfa Plebea, la segunda novela de Domenico Rea, ganadora del Premio Strega en 1993.
La protagonista, Lucia Cara que interpreta a Miluzza es una delicia, con un carácter magnífico, es la chica de la que uno podría enamorarse fácilmente. Una belleza deslumbrante que acapara toda la atención del espectador. 

## Sinopsis
En un pueblo pobre del Sur, durante la Segunda Guerra Mundial, la joven Miluzza vive instintivamente su educación sentimental, sin distinguir el bien del mal. Un día un joven soldado de 19 años y de mentalidad madura que lucha por mantener su virtud, de regreso a casa llega a ese antiguo y remoto pueblo napolitano.
Allí conoce a Miluzza, la encantadora hija adolescente de la gloriosa Nunziata, una ninfómana sorprendentemente bien tolerada por su marido. El soldado se convierte en el príncipe azul de Miluzza y se casa con ella restituyéndole casi milagrosamente su pureza.